# FK Qairat Almaty
Der FK Qairat Almaty (kasachisch Қайрат Алматы Футбол Клубы/Qairat Almaty Futbol Kluby, russisch Футбольный клуб Кайрат Алматы/Futbolny klub Kairat Almaty) – auch bekannt als Die Volksmannschaft (Халық командасы) – ist ein 1954 gegründeter Fußballverein aus Almaty. Mit drei Meistertiteln und acht Siegen im Pokal ist Qairat Almaty einer der erfolgreichsten Vereine Kasachstans. In der ewigen Tabelle der Premjer-Liga liegt der Verein derzeit auf dem sechsten Platz.
Seit seiner Gründung spielt Qairat Almaty im Zentralstadion Almaty. Er war in der Sowjetunion die führende kasachische Mannschaft und die einzige, die am Spielbetrieb der Wysschaja Liga, der höchsten sowjetischen Fußballliga, teilnahm. Dort erreichte sie in der Saison 1986 mit dem siebten Tabellenplatz die höchste Platzierung, die je eine Mannschaft aus Zentralasien erreicht hat. Der Klub spielt seit der Unabhängigkeit Kasachstans als Gründungsmitglied in der Premjer-Liga, wobei er zweimal in die Zweitklassigkeit absteigen musste.

## Geschichte

### Namensentwicklung
Der Klub wurde am 1954 als Lokomotive Alma-Ata (Локомотив Алма-Ата), jedoch wurde nur ein Jahr später der Klub in Uroschai Alma-Ata (Урожай Алма-Ата) umgetauft. Seit 1956 läuft das Team unter dem heutigen Namen auf.

### Sowjetische Meisterschaft
| Saison                                         | Platz | Tore  | Punkte |
| ---------------------------------------------- | ----- | ----- | ------ |
| 1954                                           | 04    | 25:13 | 29     |
| 1955                                           | 10    | 24:32 | 26     |
| 1956                                           | 15    | 41:52 | 28     |
| 1957                                           | 07    | 49:37 | 37     |
| 1958                                           | 02    | 62:20 | 45     |
| 1959                                           | 06    | 46:37 | 30     |
| 1960                                           | 18    | 6:15  | 06     |
| 1961                                           | 17    | 31:48 | 28     |
| 1962                                           | 20    | 14:14 | 17     |
| 1963                                           | 14    | 28:47 | 32     |
| 1964                                           | 15    | 23:27 | 26     |
| 1965                                           | 02    | 37:17 | 38     |
| 1966                                           | 12    | 30:39 | 35     |
| 1967                                           | 14    | 27:47 | 31     |
| 1968                                           | 15    | 33:42 | 32     |
| 1969                                           | 17    | 29:31 | 34     |
| 1970                                           | 02    | 71:29 | 61     |
| 1971                                           | 08    | 36:40 | 28     |
| 1972                                           | 13    | 23:27 | 26     |
| 1973                                           | 09    | 25:37 | 26     |
| 1974                                           | 15    | 37:47 | 26     |
| 1975                                           | 04    | 58:34 | 47     |
| 1976                                           | 01    | 55:23 | 56     |
| 1977                                           | 08    | 26:31 | 29     |
| 1978                                           | 12    | 29:41 | 25     |
| 1979                                           | 13    | 29:44 | 24     |
| 1980                                           | 12    | 33:44 | 30     |
| 1981                                           | 12    | 42:46 | 30     |
| 1982                                           | 18    | 34:56 | 24     |
| 1983                                           | 01    | 78:36 | 60     |
| 1984                                           | 08    | 44:42 | 34     |
| 1985                                           | 09    | 43:46 | 32     |
| 1986                                           | 07    | 33:39 | 30     |
| 1987                                           | 12    | 27:38 | 26     |
| 1988                                           | 16    | 25:53 | 16     |
| 1989                                           | 03    | 75:39 | 55     |
| 1990                                           | 17    | 35:50 | 30     |
| 1991                                           | 14    | 58:52 | 40     |
| hellgrau: Spielzeiten in der Perwaja Liga (II) |       |       |        |

Logo aus der sowjetischen Zeit

Der Verein war während der Sowjetzeit der führende Klub Kasachstans und spielte als einziger Vertreter der Teilrepublik in der höchsten sowjetischen Liga. Zum ersten Mal tauchte Kairat Alma-Ata in der Spielzeit 1960 in der sowjetischen Eliteklasse auf, wo er sich fünf Jahre lang halten konnte. Nach dem Abstieg konnte durch die Vizemeisterschaft in der zweithöchsten sowjetischen Liga des Jahres 1965 das kasachische Team den sofortigen Aufstieg feiern und spielte wieder bis 1969 in der obersten Spielklasse. In der Saison 1970 wurde der Erfolg mit der Vizemeisterschaft und dem sofortigen Aufstieg von 1965 wiederholt. Nach vier Jahren Erstklassigkeit musste das Team 1974 als Tabellenfünfzehnter absteigen. Zwei Jahre wurden benötigt, um erneut durch den Meistertitel im Jahre 1976 in das sowjetische Oberhaus zurückzugelangen, wo sich Kairat bis 1982 behaupten konnte. In der Saison 1983 gelang der zweite Meistertitel in der zweithöchsten sowjetischen Liga und der damit verbundene, sofortige Aufstieg. Die beste Platzierung in der höchsten sowjetischen Spielklasse erreichte der Verein im Jahre 1986, als der siebte Rang zum Saisonabschluss gesichert werden konnte. Mit insgesamt 24 Spielzeiten in der höchsten Spielklasse der Sowjetunion ist Qairat Spitzenreiter für Mannschaften aus den zentralasiatischen Teilrepubliken und liegt in der ewigen Tabelle der Sowjetischen Liga auf dem vierzehnten Platz, knapp vor Pachtakor Taschkent. Die letzten drei Spielzeiten der Sowjetunion, von 1989 bis 1991, musste Kairat jedoch in der zweithöchsten sowjetischen Liga verbringen.

### Kasachische Meisterschaft

#### Anfänge in der Premjer-Liga (1992–1998)
| Saison                                        | Platz | Tore  | Punkte |
| --------------------------------------------- | ----- | ----- | ------ |
| 1992                                          | 01    | 48:22 | 37     |
| 1993                                          | 11    | 23:41 | 13     |
| 1994                                          | 11    | 36:42 | 26     |
| 1995                                          | 09    | 37:35 | 41     |
| 1996                                          | 06    | 61:30 | 62     |
| 1997                                          | 03    | 52:14 | 53     |
| 1998                                          | 02    | 8:1   | 9      |
| hellgrau: Spielzeiten in der Ersten Liga (II) |       |       |        |

Infolge des Zusammenbruchs der Sowjetunion und der folgenden Unabhängigkeit Kasachstans trat der FK Qairat Almaty als Gründungsmitglied in der neu geschaffenen Superliga, der höchsten Spielklasse im kasachischen Fußball, an. Hier gelang dem Verein bereits in der ersten Saison der Gewinn des Meistertitels mit einem Punkt Vorsprung auf den Tabellenzweiten und einer Bilanz von 16 Siegen und jeweils fünf Unentschieden und fünf Niederlagen. Durch einen deutlichen 5:1-Pokalfinalerfolg gegen Fosfor Taras gelang im selben Jahr der Gewinn des Doubles.
In den folgenden beiden Spielzeiten konnte Qairat Almaty die Erfolge aus dem Jahr 1992 nicht wiederholen. In der Saison 1993 landete man nach 14 Niederlagen aus 22 Spielen nur im Mittelfeld auf dem elften Platz. Auch im Jahr 1994 reichte es wieder nur zum elften Platz, im kasachischen Pokal musste man sich bereits in der ersten Runde Aktjubinsk mit 1:3 geschlagen geben. Nachdem man die letzten beiden Jahre im sportlichen Mittelmaß verbracht hatte, gelang es in den nächsten Jahren die Leistungen wieder zu verbessern und in der Austragung des Pokals 1996/1997 wieder einen Titelgewinn zu feiern. In der Saison 1997 gelang auf dem dritten Tabellenplatz sogar wieder eine Platzierung unter den besten drei Mannschaften der Obersten Liga.
Im Jahr 1998 erfolgte eine Teilung des Vereins in zwei Mannschaften mit dem Namen Qairat. Während der von der Armee finanzierte Verein als CSKA Qairat Almaty auftrat und an der Obersten Liga teilnehmen durfte, musste der ursprüngliche Verein, der zwischenzeitlich in SOPFK Qairat Almaty umbenannt und vom Geschäftsmann Bulat Abilow finanziert wurde, in der Ersten Liga (II) antreten. Hier schaffte die Mannschaft aber nach einem Jahr den Wiederaufstieg in die höchste Spielklasse, sodass in den Jahren 1999 und 2000 zwei Mannschaften aus Almaty in der Liga spielten. Der Verein CSKA Qairat Almaty strich schließlich den Namensteil Qairat und trat bis zur Auflösung 2002 als CSKA Almaty in der Ersten Liga an.

#### Sportliche Erfolge (1999–2005)
| Saison | Platz | Tore  | Punkte |
| ------ | ----- | ----- | ------ |
| 1999   | 03    | 62:19 | 64     |
| 2000   | 04    | 48:17 | 60     |
| 2001   | 05    | 42:33 | 50     |
| 2002   | 07    | 41:36 | 46     |
| 2003   | 07    | 51:42 | 49     |
| 2004   | 01    | 70:21 | 83     |
| 2005   | 03    | 56:22 | 62     |

Im Jahr 1999 konnte der Aufsteiger der letzten Saison den dritten Platz in der Premjer-Liga erreichen. Auch in der folgenden Spielzeit konnte Almaty wieder einen der vorderen Tabellenplätze erreichen und stand am letzten Spieltag der Saison 2000 auf dem vierten Rang. In der Austragung des Pokals 1999/2000 erreichte Almaty das Finale und konnte sich dort mit einem souveränen 5:0-Sieg gegen Access-Golden Grein durchsetzten und war dadurch zum zweiten Mal zur Teilnahme am Asienpokal der Pokalsieger berechtigt. Dort konnte man zuerst einen 3:1-Sieg gegen Regar TadAZ aus Tadschikistan und anschließend einen 3:2-Sieg gegen Nebitçi Balkanabat aus Turkmenistan erringen. Im Viertelfinale des Wettbewerbs musste man schließlich gegen den iranischen Spitzenklub Esteghlal Teheran antreten, gegen den der kasachische Verein mit einem Ergebnis von 0:3 ausschied.
Nachdem der kasachische Fußballverband Anfang 2002 von der Asian Football Confederation zur UEFA wechselte, durfte Qairat Almaty als letztjähriger Pokalsieger am UEFA-Pokal teilnehmen. In der ersten Qualifikationsrunde des UEFA-Pokals 2002/03 traf die Mannschaft aus Kasachstan in ihrem Europa-Debüt auf FK Roter Stern Belgrad. Im Hinspiel am 15. August 2002 unterlagen die Kasachen dem jugoslawischen Meister mit 0:2. Belgrads Trainer Zoran Filipović sagte über die Leistung von Almaty, „Kairat hatte früh ein paar Chancen, sie verpassten es aber, diese zu verwandeln“. Auch das Rückspiel endete mit einer 0:3-Niederlage, sodass die Mannschaft aus dem Wettbewerb ausschied.
In der Saison 2004 konnte der Verein zum zweiten Mal in der Vereinsgeschichte die kasachische Meisterschaft gewinnen. Im Finale des Pokals musste Almaty gegen den FK Taras antreten, sich aber mit einem Endstand von 0:1 geschlagen geben. Mit dem Gewinn der Meisterschaft war Qairat Almaty zum ersten und bisher einzigen Mal für die Champions League qualifiziert. In der ersten Qualifikationsrunde der Austragung 2005/06 musste das Team gegen den FC Artmedia Bratislava aus der Slowakei antreten. Nachdem das Hinspiel vor heimischem Publikum im Zentralstadion von Almaty mit 2:0 gewonnen wurde, verlor Almaty das Rückspiel nach Verlängerung mit 1:4 und war somit ausgeschieden. Im selben Jahr nahm der Verein auch an der Austragung des GUS-Pokals teil. In der Gruppenphase belegte der kasachische Vertreter vor Dinamo Minsk und Levadia Tallinn den ersten Platz und traf im Viertelfinale auf den litauischen Meister FBK Kaunas, dem man im Elfmeterschießen unterlag.

#### Finanzielle Schwierigkeiten und Mittelmaß (2006–2012)
| Saison                                        | Platz | Tore  | Punkte |
| --------------------------------------------- | ----- | ----- | ------ |
| 2006                                          | 07    | 37:30 | 46     |
| 2007                                          | 13    | 23:43 | 30     |
| 2008                                          | 10    | 25:28 | 34     |
| 2009                                          | 01    | 63:21 | 61     |
| 2010                                          | 10    | 17:38 | 29     |
| 2011                                          | 11    | 33:49 | 22     |
| 2012                                          | 10    | 23:34 | 29     |
| hellgrau: Spielzeiten in der Ersten Liga (II) |       |       |        |

Die Saison 2006 beendete Qairat auf dem fünften Tabellenplatz. In der Austragung des UEFA-Pokals 2006/07 verpasste die Mannschaft nur knapp ein Weiterkommen in die nächste Runde. In der ersten Qualifikationsrunde gegen den FC Fehérvár aus Ungarn musste sich das Team im Hinspiel zuerst mit 0:1 geschlagen geben, erreichte aber im Rückspiel einen 2:1-Heimsieg. Da Fehérvár aber das bessere Auswärtstorverhältnis hatte, schied Almaty aus dem Wettbewerb aus. Am Ende der Saison zog sich der bisherige Sponsor des Vereins, das kasachische Eisenbahnunternehmen Kasachstan Temir Scholy, als Geldgeber zurück. Es folgte eine finanzielle Krise, die bis zum Beginn der nächsten Spielzeit andauerte und in deren Folge viele namhafte Spieler wie Samat Smaqow, Andrei Karpowitsch, Kairat Nurdauletow und Farchadbek Irismetow den Verein verließen. So trat Qairat Almaty mit einem jungen und unerfahrenem Team zur Saison 2007 an und schrammte mit einer Bilanz von acht Siegen, drei Unentschieden und 18 Niederlagen nur knapp an einem Abstieg vorbei.
Nach der Saison 2008 musste das Team aufgrund finanzieller Schwierigkeiten zum zweiten Mal in die Erste Liga, die zweithöchste kasachische Spielklasse, absteigen. Am 20. Januar 2009 teilte der Verein dem nationalen Verband mit, dass man aus finanziellen Gründen freiwillig die Premjer-Liga verlassen und stattdessen in der Ersten Liga antreten werde. Dort schaffte die Mannschaft den sofortigen Wiederaufstieg durch den Gewinn der Ersten Liga. Die Saison 2010 war erneut vom Kampf gegen den Abstieg geprägt. Schließlich konnte mit dem zehnten Platz der Klassenerhalt geschafft werden. In diesem Jahr stieg auch das Unternehmen KazRosGas und dessen Besitzer Kairat Boranbajew als Investoren ein. Nach der enttäuschenden Saison 2011, die der Verein auf einem Abstiegsplatz abschloss, wäre der erneute Absturz in die Zweitklassigkeit gefolgt. Qairat konnte dies jedoch durch die Aufstockung der Premjer-Liga von zwölf auf 14 Mannschaften verhindern und verblieb somit in der kasachischen Eliteklasse.
Im Januar 2012 baute KazRosGas seine Aktivitäten beim Verein aus und übernahm die Mehrheit der Anteile an Qairat Almaty. Das Unternehmen hält seitdem 70 Prozent der Anteile, die restlichen 30 Prozent verbleiben im Besitz der Stadt Almaty. Nachdem die Mannschaft unter Trainer Dmitri Ogai nur einen mittelmäßigen Saisonstart hinlegte, wurde er bereits während der laufenden Spielzeit entlassen und im Juni durch den Spanier José Pérez Serer ersetzt. Da aber auch unter dem neuen Trainer Erfolge ausblieben und nur drei Siege in den restlichen Spieltagen erzielt werden konnten, schloss Almaty die Saison auf dem zehnten Rang ab. Ende November präsentierte die Vereinsführung schließlich den dritten neuen Trainer des Jahres. Der ehemalige slowakische Nationaltrainer Vladimír Weiss unterschrieb beim Verein einen Drei-Jahres-Vertrag.

#### Gegenwart (seit 2013)
| Saison | Platz | Tore  | Punkte |
| ------ | ----- | ----- | ------ |
| 2013   | 03    | 44:38 | 33     |
| 2014   | 03    | 58:31 | 38     |
| 2015   | 02    | 60:19 | 45     |
| 2016   | 02    | 75:30 | 71     |
| 2017   | 02    | 75:28 | 78     |
| 2018   | 02    | 60:33 | 62     |
| 2019   | 02    | 65:32 | 68     |
| 2020   | 01    | 48:19 | 45     |
| 2021   | 03    | 52:21 | 51     |

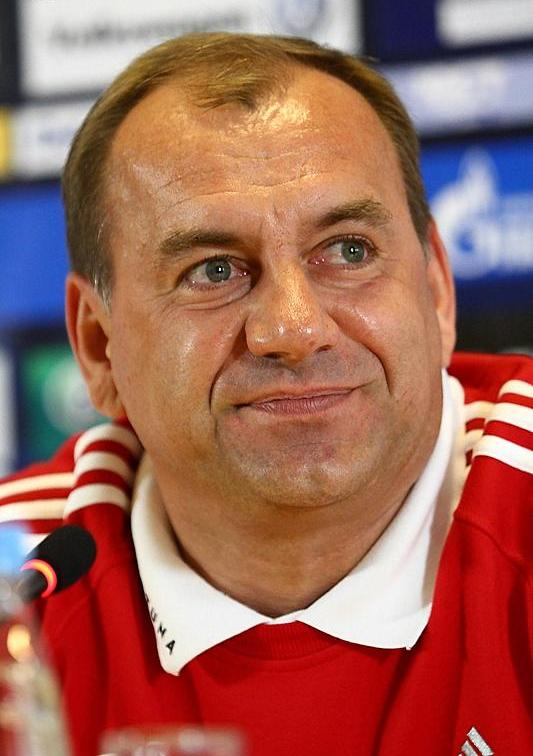
Trainer Vladimír Weiss

Nach einem durchwachsenen Start in die Saison 2013 unter dem neuen Trainer erreichte Almaty nach der Vorrunde auf dem fünften Platz zum ersten Mal seit sechs Jahren wieder die Meisterschaftsrunde. Hier gelang es der Mannschaft sich zum Ende der Spielzeit den dritten Tabellenplatz zu sichern und sich für das nächste Jahr für die Europa League zu qualifizieren.
ZU Beginn der Saison 2014 verpflichtete der Verein unter anderem den kasachischen Nationalspieler Bauyrschan Islamchan von Kuban Krasnodar, der nach der Suspendierung von Samat Smaqow durch den Verein zu einer zentralen Figur im Mittelfeld wurde. Im Juni gelang es Almaty auch, den Ivorer Gerard Gohou zu verpflichten. Dennoch reichte es in der Liga, wie schon im Vorjahr, nur zum dritten Tabellenplatz. Im Pokalwettbewerb hingegen bezwang die Mannschaft im Finale den FK Aqtöbe (4:1) und konnte nach elf Jahren erneut den Gewinn des kasachischen Pokals feiern. Auch international trat Qairat Almaty 2014 wieder in Erscheinung. In der Europa League setzte sich die Mannschaft aus Kasachstan in der ersten Qualifikationsrunde gegen den albanischen Gegner FK Kukësi durch, scheiterte in der zweiten Runde aber an Esbjerg fB aus Dänemark.
In der Saison 2015 schloss Qairat die Vorrunde als beste Mannschaft ab. Obwohl die Mannschaft auch in der Meisterschaftsrunde nur ein Spiel verlor und insgesamt 20 von 32 Spielen gewann, belegte sie nach dem letztjährigen Meister FK Astana nur den zweiten Tabellenplatz. Mit insgesamt 22 Treffern wurde der Stürmer Gerard Gohou Torschützenkönig der Premjer-Liga. Im kasachischen Pokal erreichte Almaty erneut souverän das Finale und traf dort auf den FK Astana, den die Mannschaft durch zwei Treffer des Serben Đorđe Despotović besiegen und so den Pokalsieg aus dem letzten Jahr verteidigen konnte. In der Europa League gelangte der Verein durch Siege gegen Roter Stern Belgrad, den FC Alaschkert Martuni und den FC Aberdeen zum ersten Mal bis zu den Play-offs und traf dort auf Girondins Bordeaux aus Frankreich. Nachdem das Hinspiel in Bordeaux mit einer 0:1-Niederlage geendet hatte, erreichte Qairat Almaty beim Rückspiel im heimischen Zentralstadion einen 2:1-Sieg, schied aber wegen der Auswärtstorregel dennoch aus dem Wettbewerb aus. Zum 30. November verließ Trainer Weiss den Verein nach Auslaufen seines Vertrages.
Am 8. März 2016 wurde erstmals der kasachische Supercup unter der Leitung des neuen Trainers Alexander Borodjuk gewonnen. Dabei wurde der Meister 2015, FK Astana, im Elfmeterschießen in der Astana Arena vor 14.500 Zuschauern besiegt. Nach nur drei Spieltagen der Saison 2016, in denen Almaty nur einen Punkt holte, verließ Borodjuk den Verein freiwillig wieder. Neuer Trainer wurde der Georgier Kachaber Zchadadse. Dieser verließ den Verein 2017. 2020 holte der Verein erneut die kasachische Meisterschaft unter dem belarussischen Trainer Aljaksej Schpileuski, der danach nach Deutschland wechselte. Seit August 2021 wird der Verein von früheren Trainer Gurban Berdiýew, der jetzt Manager genannt wird, betreut.

## Internationale Bilanz

### Asiatische Wettbewerbe
Zum ersten Mal trat der Verein aus Almaty bei dem asiatischen Pokal der Pokalsieger in der Saison 1997/98 international in Erscheinung. In der westasiatischen Gruppe musste sich der Club mit dem Vakhsh Qurghonteppa aus Tadschikistan in der ersten Runde messen und konnte sich nach einem 3:0-Heimerfolg und einer 1:2-Auswärtsniederlage durchsetzen. In der zweiten Runde war die Mannschaft dem Köpetdag Aşgabat aus Turkmenistan nach einem 3:1-Heimsieg und anschließender 0:2-Auswärtsniederlage durch die Auswärtstorregel unterlegen. Im nächsten Auftritt auf der asiatischen Fußballbühne im Pokal der Pokalsieger 2000/01 wurden in der ersten Runde der tadschikische Vertreter Regar TadAZ und in der zweiten Runde der Nebitçi Balkanabat aus Turkmenistan bezwungen. Im Viertelfinale scheiterte die Mannschaft am iranischen Vertreter Esteghlal Teheran nach einem 0:0-Heimunentschieden und einer 0:3-Auswärtsniederlage.
| Saison  | Wettbewerb                 | Runde         | Gegner               | Gesamt   | Hin | Rück |
| ------- | -------------------------- | ------------- | -------------------- | -------- | --- | ---- |
| 1997/98 | Asienpokal der Pokalsieger | 1. Runde      | Wachsch Qurghonteppa | 4:2      | 3:0 | 1:2  |
| 1997/98 | Asienpokal der Pokalsieger | 2. Runde      | Köpetdag Aşgabat     | 003:3(a) | 3:1 | 0:2  |
| 2000/01 | Asienpokal der Pokalsieger | 1. Runde      | Regar TadAZ          | 3:1      | 2:0 | 1:1  |
| 2000/01 | Asienpokal der Pokalsieger | 2. Runde      | Nebitçi Balkanabat   | 3:2      | 0:1 | 3:1  |
| 2000/01 | Asienpokal der Pokalsieger | Viertelfinale | Esteghlal Teheran    | 0:3      | 0:0 | 0:3  |

Legende: (a) – Auswärtstorregel, (i. E.) – im Elfmeterschießen, (n. V.) – nach Verlängerung
Gesamtbilanz: 10 Spiele, 4 Siege, 2 Unentschieden, 4 Niederlagen, 13:11 Tore (Tordifferenz +2)

### Europäische Wettbewerbe
2002 gehörte Qairat zu den ersten kasachischen Vertretern im Europapokal, da der kasachische Verband erst 2002 der UEFA beigetreten war. Allerdings verlor der Klub beide Spiele in der Qualifikationsrunde gegen Roter Stern Belgrad. Nach dem Meistertitel 2004 trat der Verein zur Saison 2005/06 in der ersten Runde der Qualifikation zur Champions League an, scheiterte jedoch nach Verlängerung an Artmedia Bratislava, die später überraschend die Gruppenphase erreichen sollten. Im UEFA-Pokal 2006/07 schied die Mannschaft ebenfalls in der ersten Qualifikationsrunde gegen den ungarischen Vertreter FC Fehérvár durch die Auswärtstorregel aus.
| Saison  | Wettbewerb                    | Runde                  | Gegner                | Gesamt          | Hin     | Rück          |
| ------- | ----------------------------- | ---------------------- | --------------------- | --------------- | ------- | ------------- |
| 2002/03 | UEFA-Pokal                    | 1. Qualifikationsrunde | Roter Stern Belgrad   | 0:5             | 0:2 (H) | 0:3 (A)       |
| 2005/06 | UEFA Champions League         | 1. Qualifikationsrunde | Artmedia Bratislava   | 3:4             | 2:0 (H) | 1:4 n. V. (A) |
| 2006/07 | UEFA-Pokal                    | 1. Qualifikationsrunde | FC Fehérvár           | (a)2:2(a)       | 0:1 (A) | 2:1 (H)       |
| 2014/15 | UEFA Europa League            | 1. Qualifikationsrunde | FK Kukësi             | 1:0             | 1:0 (H) | 0:0 (A)       |
| 2014/15 | UEFA Europa League            | 2. Qualifikationsrunde | Esbjerg fB            | 1:2             | 1:1 (H) | 0:1 (A)       |
| 2015/16 | UEFA Europa League            | 1. Qualifikationsrunde | Roter Stern Belgrad   | 4:1             | 2:0 (A) | 2:1 (H)       |
| 2015/16 | UEFA Europa League            | 2. Qualifikationsrunde | FC Alaschkert Martuni | 4:2             | 3:0 (H) | 1:2 (A)       |
| 2015/16 | UEFA Europa League            | 3. Qualifikationsrunde | FC Aberdeen           | 3:2             | 2:1 (H) | 1:1 (A)       |
| 2015/16 | UEFA Europa League            | Play-offs              | Girondins Bordeaux    | (a)2:2(a)       | 0:1 (A) | 2:1 (H)       |
| 2016/17 | UEFA Europa League            | 1. Qualifikationsrunde | KS Teuta Durrës       | 6:0             | 1:0 (A) | 5:0 (H)       |
| 2016/17 | UEFA Europa League            | 2. Qualifikationsrunde | Maccabi Tel Aviv      | 2:3             | 1:1 (H) | 1:2 (A)       |
| 2017/18 | UEFA Europa League            | 1. Qualifikationsrunde | Atlantas Klaipėda     | 8:1             | 6:0 (H) | 2:1 (A)       |
| 2017/18 | UEFA Europa League            | 2. Qualifikationsrunde | KF Skënderbeu Korça   | 1:3             | 1:1 (H) | 0:2 (A)       |
| 2018/19 | UEFA Europa League            | 1. Qualifikationsrunde | UE Engordany          | 10:1            | 3:0 (A) | 7:1 (H)       |
| 2018/19 | UEFA Europa League            | 2. Qualifikationsrunde | AZ Alkmaar            | 3:2             | 2:0 (H) | 1:2 (A)       |
| 2018/19 | UEFA Europa League            | 3. Qualifikationsrunde | SK Sigma Olmütz       | 1:4             | 0:2 (A) | 1:2 (H)       |
| 2019/20 | UEFA Europa League            | 1. Qualifikationsrunde | NK Široki Brijeg      | 4:2             | 2:1 (A) | 2:1 (H)       |
| 2019/20 | UEFA Europa League            | 2. Qualifikationsrunde | Hapoel Be’er Scheva   | 1:3             | 0:2 (A) | 1:1 (H)       |
| 2020/21 | UEFA Europa League            | 1. Qualifikationsrunde | FC Noah Jerewan       | 4:1             | 4:1 (H) | 4:1 (H)       |
| 2020/21 | UEFA Europa League            | 2. Qualifikationsrunde | Maccabi Haifa         | 1:2             | 1:2 (A) | 1:2 (A)       |
| 2021/22 | UEFA Champions League         | 1. Qualifikationsrunde | Maccabi Haifa         | 3:1             | 1:1 (A) | 2:0 (H)       |
| 2021/22 | UEFA Champions League         | 2. Qualifikationsrunde | Roter Stern Belgrad   | 2:6             | 2:1 (H) | 0:5 (A)       |
| 2021/22 | UEFA Europa League            | 3. Qualifikationsrunde | FC Alaschkert Martuni | 2:3             | 0:0 (H) | 2:3 n. V. (A) |
| 2021/22 | UEFA Europa Conference League | Play-offs              | CS Fola Esch          | 7:2             | 4:1 (A) | 3:1 (H)       |
| 2021/22 | UEFA Europa Conference League | Gruppenphase           | Omonia Nikosia        | 0:0             | 0:0 (H) | 0:0 (A)       |
| 2021/22 | UEFA Europa Conference League | Gruppenphase           | FC Basel              | 4:7             | 2:4 (A) | 2:3 (H)       |
| 2021/22 | UEFA Europa Conference League | Gruppenphase           | Qarabağ Ağdam         | 2:4             | 1:2 (A) | 1:2 (H)       |
| 2022/23 | UEFA Europa Conference League | Play-offs              | Kisvárda FC           | 0:2             | 0:1 (H) | 0:1 (A)       |
| 2025/26 | UEFA Champions League         | 1. Qualifikationsrunde | NK Olimpija Ljubljana | 3:1             | 1:1 (A) | 2:0 (H)       |
| 2025/26 | UEFA Champions League         | 2. Qualifikationsrunde | Kuopion PS            | 3:2             | 0:2 (A) | 3:0 (H)       |
| 2025/26 | UEFA Champions League         | 3. Qualifikationsrunde | ŠK Slovan Bratislava  | 1:1 (4:3 i. E.) | 1:0 (H) | 0:1 n. V. (H) |
| 2025/26 | UEFA Champions League         | Play-offs              | Celtic Glasgow        | -:-             | 0:0 (A) | -:- (H)       |

Gesamtbilanz: 61 Spiele, 25 Siege, 12 Unentschieden, 24 Niederlagen, 88:71 Tore (Tordifferenz +17)

## Stadion
Seine Heimspiele trägt Qairat Almaty im Zentralstadion Almaty aus, das im Jahre 1958 erbaut wurde. Das Stadion bietet Platz für 25.057 Zuschauer und wurde 1997 modernisiert. Der FK Qairat Almaty teilt sich seine Heimspielstätte mit der Frauenfußballmannschaft von CSHVSM Almaty.

## Erfolge und Statistiken

### Meisterschaftserfolge
- Kasachische Meisterschaft:
  - Meister: 1992, 2004, 2020, 2024
  - Vizemeister: 2015, 2016, 2017, 2018, 2019
  - 3. Platz: 1997, 1999, 2005, 2013, 2014, 2021
  - Meister der zweiten kasachischen Liga: 2009.
- Sowjetische Meisterschaft:
  - Meister der zweiten Liga: 1976, 1983.

### Pokalerfolge
- Kasachischer Pokalsieger: 1992, 1996, 2000, 2001, 2003, 2014, 2015, 2017, 2018, 2021
- Kasachischer Pokalfinalist: 2004, 2005, 2016
- Kasachischer Supercupsieger: 2016, 2017, 2025
- Sowjetischer Pokalhalbfinalist: 1963

## Ehemalige Spieler
- Askar Abildajew (1991–1993)
- Renat Abdulin (1999–2001, 2004–2008)
- Gerson Acevedo (2016)
- Burak Akyıldız (2012)
- Andrei Arschawin (2016–2018)
- César Arzo (2016–2017)
- Gai Assulin (2018)
- Ruslan Baltijew (1997–1999, 2011–2012)
- Sheldon Bateau (2017–2018)
- Wladimir Baýramow (2011)
- /  Gurban Berdiýew (1977, 1981–1985)
- Dmitri Bjakow (1998–2000, 2001–2002)
- Älibek Böleschew (2000–2006, 2007–2008)
- Siniša Branković (2008)
- Momodou Ceesay (2013–2015)
- Dmitri Chomitsch (2014)
- Đorđe Despotović (2015)
- Marko Đorđević (2011–2012)
- Ákos Elek (2017–2018)
- Alexei Eremenko (2013)
- Nenad Erić (2010)
- Gerard Gohou (2014–2017)
- Konstantin Golowskoi (2011)
- Ivo Iličević (2017–2018)
- Farchadbek Irismetow (2005–2006)
- Jafar Irismetov (2004–2005)
- Isael (2014–2018)
- Waleri Jablotschkin (1992)
- /  Jewgeni Jarowenko (1983–1988)
- Witaliý Kafanow (1992–1993)
- Andrei Karpowitsch (2004–2006)
- Aleksandr Kuchma (1999)
- Miloš Lačný (2014)
- Vágner Love (2020)
- Ionuț Luțu (2005–2006)
- Streli Mamba (2021)
- /  Peter Neustädter (1985, 1989–1990)
- Kairat Nurdauletow (1999–2000, 2005–2006, 2010)
- /  Dmitri Ogai (1980, 1986–1988)
- Sjarhej Palizewitsch (2018–2019)
- Jewstafi Pechlewanidi (1980–1989)
- Saurbek Plijew (2014–2016)
- /  Juri Sewidow (1970–1971)
- Hugo Silveira (2018)
- /  Juri Sjomin (1972–1973)
- Bruno Soares (2015–2016)
- /  Eduard Son (1981–1985)
- Sergei Strukow (2011)
- Murat Sujumaghambetow (2011)
- Mark Švets (2003)
- Jewgeni Tarassow (1997–2000)
- Serhij Tkatschuk (2014–2015)
- Andrei Trawin (1998–2000)
- Anatolij Tymoschtschuk (2015–2016)

### Rekordtorschützen
Treffsicherster Angreifer in Diensten von Qairat ist Gerard Gohou, der für die Mannschaft aus Almaty 80 Tore erzielte.
| Platz | Name des Spielers    | Tore | Zeitraum                              |
| ----- | -------------------- | ---- | ------------------------------------- |
| 01.   | Gerard Gohou         | 80   | 2014–2017                             |
| 02.   | Älibek Böleschew     | 77   | 2000–2006, 2007–2008                  |
| 03.   | Bauyrschan Islamchan | 50   | 2014–2020                             |
| 04.   | Isael                | 38   | 2014–2018                             |
| 05.   | Rejepmurad Agabayev  | 35   | 1999–2002                             |
| 06.   | Askar Abildajew      | 34   | 1991–1993                             |
| 06.   | Arsen Tlechugow      | 34   | 2003–2006                             |
| 08.   | Aderinsola Eseola    | 30   | 2018–                                 |
| 09.   | Andrei Arschawin     | 24   | 2016–2018                             |
| 09.   | Sergei Klimow        | 24   | 1992, 1996–2000                       |
| 09.   | Serik Scheilitbajew  | 24   | 1992–1993, 1995–1997, 1999–2000, 2008 |

Stand: 29. November 2020

## Bekannte ehemalige Trainer
| - Nikolai Starostin (1952–1953) - Gurban Berdiýew (1994–1995) - John Gregory (2011) - Dmitri Ogai (2012) - José Pérez Serer (2012) | - Vladimír Weiss (2012–2015) - Alexander Borodjuk (2016) - Kachaber Zchadadse (2016–2017) - Aljaksej Schpileuski (2019–2021) |